# Montagnes de Senguileï
Les montagnes de Senguileï (en russe : Сенгилеевские горы) se situent en Russie dans l'oblast d'Oulianovsk et du raïon de Senguileï, elles constituent un parc national depuis 2017, elles sont incluses dans le cadastre correspondant en tant que zone protégée de la région d'Oulianovsk.
La superficie totale du parc national est de 436,97 km2 et il est sous la juridiction de l'Agence fédérale des forêts.

## Description
Plus de 80 espèces de champignons et plus de 800 espèces de plantes sont enregistrées sur le territoire du parc national, plus de 50 espèces de mammifères, plus de 140 espèces d'oiseaux, 17 espèces d'amphibiens et de reptiles, environ 1500 espèces d'insectes, dans les plans d'eau - environ 30 espèces de poissons. Dans le même temps, un certain nombre d'espèces végétales et animales font l'objet d'une protection spéciale dans l'oblast d'Oulianovsk et sont répertoriées dans le livre rouge de Russie.
La partie centrale du parc national, qui est un bassin versant, est la zone principale de formation, d'accumulation et de distribution des eaux souterraines, qui alimente la population au Nord et au Sud du parc national avec de l'eau potable et irrgue les terres agricoles.

## Création d'une aire protégée
Les motivations pour la création d'une aire protégée sont la préservation et la restauration des écosystèmes, des objets naturels, historiques et culturels endommagés dans cette zone naturelle unique. Il s'agit de préserver l'environnement, la diversité des espèces et des paysages, organiser l'utilisation récréative des loisirs, l'éducation environnementale, la recherche et la surveillance.

## Liste des principaux objets de protection
Forêts: cultures forestières 19,4 % et plantations naturelles 80 %. Plan d'eau du réservoir de Kuibyshev, bandes côtières forestières jusqu'à 200 m.